# Cornus nuttallii
Дер́ен тихооке́анський (Cornus nuttallii, syn. Benthamidia nuttallii) — багаторічна рослина, поширена на заході Північної Америки від низовин південної Британської Колумбії до гір південної Каліфорнії.
Віддалена від моря популяція зустрічається в центральному Айдахо. Культивовані рослини поширені на великій території, до островів Королеви Шарлоти на півночі. Являє собою невеликі або середнього розміру дерева 10-25 м заввишки.
Квітка дерену тихоокеанського є офіційною квіткою Британської Колумбії у Канаді, а також з 1942 р. емблемою на провінційному прапорі Саскачевану.